# Acates

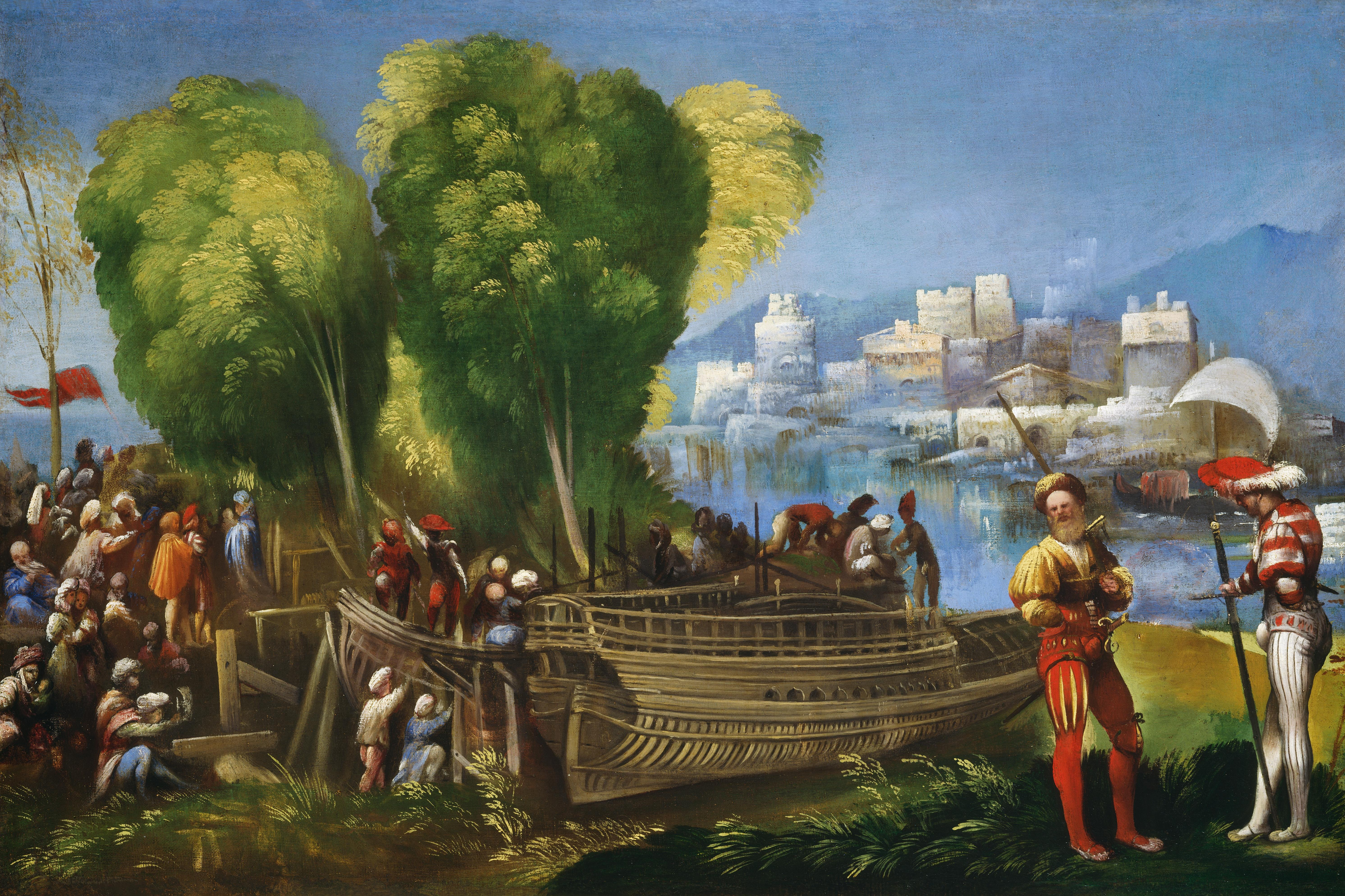
Eneias e Acates nas costas da Líbia, quadro de Dosso Dossi, 1520.

Acates, na mitologia romana, é um personagem da Eneida, título do famoso poema épico de Virgílio. É o companheiro fiel e escudeiro de Eneias, herói troiano, filho de Vênus e de Anquises e esposo de Creúsa, que se perdeu na noite em que Troia caiu nas mãos dos gregos.
Na guerra de Troia, parece que foi Acates quem matou Protesilau, o primeiro grego a morrer na costa troiana. Seu nome é citado muitas vezes no Livro I (dez vezes) e no Livro VI da Eneida de Virgílio. É apontado como um dos fidelissimi de Enéias, sempre ao seu lado em todas as peripécias.
É capitão de um dos navios com que Enéias e seus seguidores deixam Troia. Enéias tem tanta segurança sobre a fidelidade de Acates que lhe confia suas próprias armas. Acates também é lembrado por ser aquele que conduz Eneias ao antro da Sibila de Cumas. É o primeiro a socorrer Eneias, com Mnesteu e Ascânio, quando é ferido por uma flecha anônima, no combate contra os rútulos de Turno.
O termo fiel, usado para caracterizar Acates, deve-se a uma das virtudes romanas denominadas fides, baseada no cumprimento estrito da palavra empenhada.